# Мировая лига по хоккею на траве среди женщин 2012/13
Мировая лига по хоккею на траве среди женщин 2012/13 — 1-й розыгрыш турнира по хоккею на траве среди женских сборных команд. В турнире, проводившемся под эгидой ФИХ, участвовало 45 сборных команд. Турнир начался 14 августа 2012 года в городе Прага (Чехия), проходил в 13 городах разных стран мира. Финальный раунд турнира прошёл с 30 ноября по 8 декабря 2013 в городе Сан-Мигель-де-Тукуман (Аргентина) на стадионе «Club Natación y Gimnasia».
Победителем турнира стала (в 1-й раз в своей истории) сборная Нидерландов, обыгравшая в финале сборную Австралии со счётом 5:1. Третье место заняла сборная Англии, победившая в матче за 3-е место сборную Аргентины со счётом 4:2 по послематчевым пенальти (основное время матча закончилось со счётом 1:1).
Турнир также являлся квалификационным соревнованием для участия в чемпионате мира 2014, который прошел с 31 мая по 14 июня 2014 в городе Гаага (Нидерланды). Квалификацию получали команды, прошедшие в два полуфинальных раунда Мировой лиги (состоялись c 13 по 22 июня 2013 в Роттердаме и c 22 по 30 июня 2013 в Лондоне) и занявшие в них 6 наиболее высоких мест, исключая сборную страны-хозяйки чемпионата мира (сборную Нидерландов), а также 5 сборных команд, ставших победителями своих континентальных чемпионатов.

## Квалификация на турнир
Каждая национальная федерация, член ФИХ, получила возможность отправить свою сборную участвовать в турнире, и после различных уточнений было объявлено, что в турнире примет участие 51 команда. Однако, по различным причинам, окончательное количество команд участниц турнира уменьшилось до 45.
Восемь команд, имеющие в рейтинге ФИХ (по состоянию на апрель 2011) места с 1-го по 8-е, получили автоматическую путёвку в полуфинальный раунд турнира. Следующие восемь команд, имеющие в рейтинге ФИХ места с 9-го по 16-е, получили автоматическую путёвку во 2-й раунд турнира. Эти 16 команд, с их местами в рейтинге ФИХ, следующие:
- Аргентина (1)
- Нидерланды (2)
- Германия (3)
- Китай (4)
- Англия (5)
- Австралия (6)
- Новая Зеландия (7)
- Республика Корея (8)
- Япония (9)
- Испания (10)
- Индия (11)
- ЮАР (12)
- США (13)
- Азербайджан (14)
- Ирландия (15)
- Чили (16)

## Результаты соревнований

### 1-й раунд
| Даты Город и страна проведения                      | Команды                                                    | Команды, проходящие во 2-й раунд | Команды, проходящие во 2-й раунд |
| Даты Город и страна проведения                      | Команды                                                    | Коли- чество                     | Команды                          |
| --------------------------------------------------- | ---------------------------------------------------------- | -------------------------------- | -------------------------------- |
| 14–19 августа 2012 Прага (Чехия)                    | Беларусь Чехия Франция Италия Шотландия Турция             | 4                                | Беларусь Италия Шотландия Чехия  |
| 7–9 сентября 2012 Аккра (Гана)                      | Гана Нигерия                                               | 1                                | Гана                             |
| 14–16 сентября 2012 Куантан (Малайзия)              | Казахстан Малайзия Сингапур Шри-Ланка                      | 2                                | Малайзия Казахстан               |
| 18–23 сентября 2012 Вена (Австрия)                  | Австрия Бельгия Литва Россия Украина Уэльс                 | 4                                | Бельгия Россия Украина Австрия   |
| 11–17 ноября 2012 Порт-оф-Спейн (Тринидад и Тобаго) | Барбадос Канада Гайана Тринидад и Тобаго Уругвай Венесуэла | 3                                | Канада Уругвай Тринидад и Тобаго |
| 8–15 декабря 2012 Сува (Фиджи)                      | Фиджи Папуа — Новая Гвинея Самоа Вануату                   | 1                                | Фиджи                            |

### 2-й раунд
| Даты Город и страна проведения               | Команды, квалифицированные для участия | Команды, квалифицированные для участия | Команды, квалифицированные для участия | Команды, проходящие в полуфинальные раунды | Команды, проходящие в полуфинальные раунды |
| Даты Город и страна проведения               | Страна, где проводится соревнование    | По рейтингу ФИХ                        | Прошедшие из 1-го раунда               | Коли- чество                               | Команды                                    |
| -------------------------------------------- | -------------------------------------- | -------------------------------------- | -------------------------------------- | ------------------------------------------ | ------------------------------------------ |
| 21–27 января 2013 Кейптаун (ЮАР)             | ЮАР                                    | Азербайджан                            | Австрия Бельгия Гана —1                | 2                                          | ЮАР Бельгия                                |
| 18–24 февраля 2013 Нью-Дели (Индия)          | Индия                                  | Япония                                 | Фиджи Казахстан Малайзия Россия        | 2                                          | Индия Япония                               |
| 25 февраля – 3 марта 2013 Валенсия (Испания) | Испания                                | Ирландия                               | Беларусь —1 Чехия Италия               | 2                                          | Италия Испания                             |
| 4–10 марта 2013 Рио-де-Жанейро (Бразилия)    | Бразилия                               | Чили США                               | Шотландия Тринидад и Тобаго Уругвай    | 2                                          | США Чили                                   |

↑  – Сборные Украины и Канады снялись с участия в турнире.

### Полуфинальный раунд
| Даты Город и страна проведения         | Команды, квалифицированные для участия | Команды, квалифицированные для участия   | Команды, квалифицированные для участия | Команды, проходящие в финал | Команды, проходящие в финал                         |
| Даты Город и страна проведения         | Страна, где проводится соревнование    | По рейтингу ФИХ                          | Прошедшие из 2-го раунда               | Коли- чество                | Команды                                             |
| -------------------------------------- | -------------------------------------- | ---------------------------------------- | -------------------------------------- | --------------------------- | --------------------------------------------------- |
| 13–22 июня 2013 Роттердам (Нидерланды) | Нидерланды                             | Германия Новая Зеландия Республика Корея | Бельгия Чили Индия Япония              | 4                           | Германия Нидерланды Республика Корея Новая Зеландия |
| 22–30 июня 2013 Лондон (Англия)        | Англия                                 | Аргентина Австралия Китай                | Италия ЮАР Испания США                 | 4                           | Австралия Англия Аргентина Китай                    |

### Финальный раунд
| Даты Город и страна проведения                               | Команды, квалифицированные для участия | Команды, квалифицированные для участия                                     |
| Даты Город и страна проведения                               | Страна, где проводится соревнование    | Прошедшие из полуфиналов                                                   |
| ------------------------------------------------------------ | -------------------------------------- | -------------------------------------------------------------------------- |
| 30 ноября – 8 декабря 2013 Сан-Мигель-де-Тукуман (Аргентина) | Аргентина                              | Австралия Англия Германия Китай Нидерланды Новая Зеландия Республика Корея |

## Награды
| Номинация                               | Игрок/Сборная   |
| --------------------------------------- | --------------- |
| Лучший бомбардир (6 голов)              | Мартье Паумен   |
| Лучший игрок (MVP)                      | Лидевей Вельтен |
| Лучший вратарь                          | Мэдди Хинч      |
| Приз за честную игру (Fair Play Trophy) | Нидерланды      |

## Итоговая таблица
ФИХ использовала финальное распределение мест для определения рейтинга сборных ФИХ по состоянию на 9 декабря 2013.
| Место                           | Сборная              | Баллы в рейтинг ФИХ |
| ------------------------------- | -------------------- | ------------------- |
| 1                               | Нидерланды           | 400                 |
| 2                               | Австралия            | 350                 |
| 3                               | Англия               | 325                 |
| 4                               | Аргентина            | 300                 |
| 5                               | Новая Зеландия       | 280                 |
| 6                               | Китай                | 260                 |
| 7                               | Германия             | 240                 |
| 8                               | Республика Корея     | 220                 |
| 9                               | Япония               | 200                 |
| 10                              | США                  | 190                 |
| 11                              | Бельгия              | 180                 |
| 12                              | Италия               | 130 (м.б. 170?)     |
| 13                              | ЮАР                  | 160                 |
| 14                              | Индия                | 150                 |
| 15                              | Испания              | 140                 |
| 16                              | Чили                 | 130                 |
| 17                              | Малайзия             | 120                 |
| 18                              | Шотландия            | 115                 |
| 19                              | Беларусь             | 110                 |
| 20                              | Азербайджан          | 105                 |
| 21                              | Уругвай              | 100                 |
| 22                              | Россия               | 95                  |
| 23                              | Ирландия             | 90                  |
| 24                              | Австрия              | 85                  |
| 25                              | Тринидад и Тобаго    | 80                  |
| 26                              | Казахстан            | 75                  |
| 27                              | Гана                 | 70                  |
| 28                              | Чехия                | 65                  |
| 29                              | Бразилия             | 60                  |
| 30                              | Фиджи                | 55                  |
| далее — без мест в Мировой лиге |                      |                     |
| 31-32                           | Венесуэла            | 23                  |
|                                 | Папуа — Новая Гвинея | 23                  |
| 33-34                           | Литва                | 22                  |
|                                 | Самоа                | 22                  |
| 35-37                           | Гайана               | 20                  |
|                                 | Франция              | 20                  |
|                                 | Шри-Ланка            | 20                  |
| 38-45                           | Барбадос             | 15                  |
|                                 | Вануату              | 15                  |
|                                 | Канада               | 15                  |
|                                 | Нигерия              | 15                  |
|                                 | Сингапур             | 15                  |
|                                 | Турция               | 15                  |
|                                 | Украина              | 15                  |
|                                 | Уэльс                | 15                  |